# 七赤金星
| 四 | 九 | 二 |
| 三 | 五 | 七 |
| 八 | 一 | 六 |

| 六 | 二 | 四 |
| 五 | 七 | 九 |
| 一 | 三 | 八 |

七赤金星（しちせききんせい）とは、暦、占いに用いられる九星の一つ。後天定位盤において西に位置する。
六白金星と同じ金に属するが、七赤金星は、金としては精錬された金属を表すという。
日の九星においては、冬至前後に九星の閏を置く場合、その期間中の甲午の日を七赤として陰遁から陽遁に切り替わる。その際前の陰遁最終日と合わせて七赤が2日続く。

## 属性
- 五行 - 金
- 八卦 - 兌
- 十干 - 庚、辛
- 十二支 - 酉
- 季節 - 秋
- 方位 - 西
- 月 - 9月
- 時間 - 17時～19時
- 数 - 四、九
- 色 - 白色
- 味 - 辛味

## 象意
- 喜び、弁舌、終末、引退、金銭、口論、祝賀会、結婚式、不十分、不注意、毒舌、
- 恋愛、レジャー、財、少女、集まる、食べる、右肺、口中、歯、咽頭、気管支、神経衰弱

## 他の星との関係（相性）
- 相生 - 一白水星（金生水）、二黒土星（土生金）、五黄土星（土生金）、八白土星（土生金）
- 相克 - 三碧木星（金剋木）、四緑木星（金剋木）、九紫火星（火剋金）
- 比和 - 六白金星、七赤金星

## 七赤金星の（中宮になる）年
西暦年を9で割って4余る年が七赤金星の年となる。
‥‥- 1948年 - 1957年 - 1966年 - 1975年 - 1984年 - 1993年 - 2002年 - 2011年 - 2020年 - 2029年 - 2038年 - 2047年 - 2056年 - 2065年 - 2074年 - ‥‥